# Bussiera de Badiu
Bussiera Badiu (en francès Bussière-Badil) és un municipi francès situat al departament de la Dordonya i a la regió de la Nova Aquitània.

## Demografia
| 1962                                       | 1968 | 1975 | 1982 | 1990 | 1999 | 2007 |
| ------------------------------------------ | ---- | ---- | ---- | ---- | ---- | ---- |
| 645                                        | 584  | 595  | 540  | 530  | 523  | 499  |
| Des de 1962: població sense dobles comptes |      |      |      |      |      |      |

## Administració
| Període   | Identitat             | Partit        |
| --------- | --------------------- | ------------- |
| 1983-2000 | Bernard Chambras      | PS            |
| 2000-2002 | Martine Chabot        | MSE           |
| 2003-2008 | Bernard Chambras      | PS            |
| 2008-     | Jean-Pierre Terrefond | Divers gauche |